# Bonagiunta da Cascina
Bonagiunta da Cascina (fl. XIII secolo) fu un frate appartenente all'Ordine di Sant'Agostino, vissuto nel XIII secolo.

## Biografia
Tradusse molte opere dall'arabo al latino.
Con certezza sappiamo che nel 1265 ebbe l'incarico di tradurre dall'arabo in latino il trattato di pace tra la Repubblica Pisana e il Bey di Tunisi.
(Filippo Brunetti, da Codice Diplomatico Toscano - Pace concordata in Tunisi)